# 北条貞顕
北条 貞顕（ほうじょう さだあき）は、鎌倉時代末期の武将。北条氏の一門で鎌倉幕府第12代連署（在職：正和4年（1315年）7月12日 - 嘉暦元年（1326年）3月16日）、第15代執権（在職：正中3年3月16日（1326年4月19日） - 正中3年3月26日（1326年4月29日））。
父は金沢流の北条顕時。母は摂津の御家人である遠藤為俊の娘・入殿。金沢文庫で有名な北条実時の孫に当たる。金沢 貞顕（かねさわ さだあき）とも呼ばれる。

## 生涯

### 家督相続
名の貞顕は北条貞時の「貞」と顕時の「顕」を組み合わせたものといわれる。永仁2年（1294年）12月26日に左衛門尉・東二条院蔵人に輔任された。ただしこの官職は北条一門では低いほうで庶子扱いであり、出仕が17歳の時というのも遅いものである。これは弘安8年（1285年）11月の霜月騒動で父の顕時が連座して失脚（顕時の正室は安達泰盛の娘・安達千代野である）していたことが影響していたとされる。永仁4年（1296年）4月12日に従五位下に叙され、4月24日に右近将監に輔任されるに及んで、ようやく他家の嫡子並に扱われることになった。5月15日には左近将監に転任されたため、通称は越後左近大夫将監と称されることになる。
永仁6年（1298年）11月24日、清原直隆より『古文孝経』を伝授される。正安2年（1300年）10月1日に従五位上に昇進し、これにより霜月騒動以来の昇進の遅れを取り戻した。正安3年（1301年）3月に父が死去すると、北条貞時より兄らを飛び越えて嫡子に抜擢されて家督相続を命じられた。これは父の顕時に対する貞時の信任の厚さと貞顕の器量が兄より上と認められた処置とされる。

### 六波羅探題南方
正安4年（1302年）7月、六波羅探題南方に就任し、7月7日に1000余騎を率いて鎌倉を出立し7月26日に入洛した。8月11日には中務大輔に転任する。嘉元元年（1303年）に探題北方が北条基時から北条時範に交代すると、事実上の執権探題として京都の政務を仕切った。嘉元2年（1304年）6月2日に越後守に転任する。
在京時代には叔父で鎮西探題であった北条実政が死去したため金沢一門に訃報を伝えたり、後深草院の崩御により時範と共に弔問に訪れたりして後伏見上皇より勅語を授かったりしている。また多くの公家や僧侶と交遊して書写活動を行うなど文化的活動を精力的に行なっている。
だが嘉元3年（1305年）4月22日、鎌倉にて連署で貞顕の舅に当たる北条時村が貞時の「仰せ」とする得宗被官、御家人により討たれる嘉元の乱が起こる。六波羅探題への第一報では「時村が誅された」とあり、貞顕の居る六波羅探題南方では戦々恐々であったとされ、貞顕の祐筆であった倉栖兼雄によると南方は「恐怖の腸、肝を焼き候き」であったという。また六波羅探題北方の時範も時村の外甥だった。だが5月に時村の誅伐は北条宗方の陰謀であったとする「関東御教書」が早馬により届き、時村を殺した宗方らが殺害されて貞顕や時範には連座が及ばず無罪とされた。
徳治2年（1307年）1月29日に正五位下に昇進する。だがこの昇進に対して北条一門から異論が出されるなどしている。また8月14日に北方の時範が死去して探題北方が不在となったため、しばらくは南方の貞顕が単独で京都の政務を担当することになった。
延慶元年（1308年）12月、大仏貞房と交替して六波羅探題南方を辞任。延慶2年（1309年）1月に鎌倉へ帰還した。

### 執権になるまで
延慶2年（1309年）1月21日、北条高時の元服式で御剣役（元服する者の傍で御剣を侍して控える役）を務めた。この役は北条一門の中でも要人が務めることが常であったため、貞顕は北条一門の中で重要な人物と見られていたことがわかる。その後、3月には引付頭人3番に任命されたが、六波羅探題を辞任して鎌倉に帰還して3ヶ月ほどの貞顕が引付3番であることや兄の甘縄顕実（7番）より上位にあることは貞顕が北条一門の中でも特別待遇の地位にあったことを物語っている。4月9日には北条煕時と共に寄合衆に任命され、引付・寄合兼務により幕府の中枢を担当する一員になった。
8月に北条煕時が引付1番から退いたため、貞顕は2番に昇進した。12月に越後守を辞任する。延慶3年（1310年）2月18日の引付再編により貞顕は引付頭人を辞職。6月25日に六波羅探題北方として上洛。6月28日に右馬権頭に輔任された。応長元年（1311年）10月24日に武蔵守に輔任される。なお、文献の写本にはげみ、金沢文庫の充実をはかっているものの北方時代には南方時代ほどの文化的活動の積極性は見られなかった。
正和4年（1315年）7月11日、北条基時が執権になると貞顕も連署に就任した。正和5年（1316年）7月に北条高時が執権になると、病弱な高時を補佐することになった。12月14日に従四位下に昇進。文保2年（1318年）2月3日に従四位上に昇進。文保3年（1319年）2月に武蔵守を辞任する。

### 10日執権
正中3年（1326年）3月、北条高時が病気で執権職を辞職して出家すると、貞顕も政務の引退と出家を望むが、慰留を命じられる。後継を定めない高時の出家は、御内人五大院宗繁の妹常葉前を母とする高時の長子邦時を推す内管領の長崎氏と、中継ぎの執権として高時の同母弟北条泰家（後の時興）を推す母覚海円成ら外戚の安達氏が対立する得宗家の争いに発展する。
3月16日、貞顕は内管領・長崎高資により、邦時成長までの中継ぎとして擁立されて15代執権に就任する。このとき貞顕は「面目、極まりなく候」と素直に喜び、執権就任の日から評定に出席するなど精力的な活動を見せた。
だが貞顕の執権就任に反対した覚海円成は泰家を出家させ、それに追従して泰家・安達氏に連なる人々の多くが出家した。これにより貞顕暗殺の風聞まで立ったため、窮地に立たされた貞顕は10日後の3月26日に執権職を辞職して出家した（法名は崇顕）。
そして新たな執権には4月24日に北条守時が就任した。一連の騒動は嘉暦の騒動と呼ばれる。

### 晩年と最期

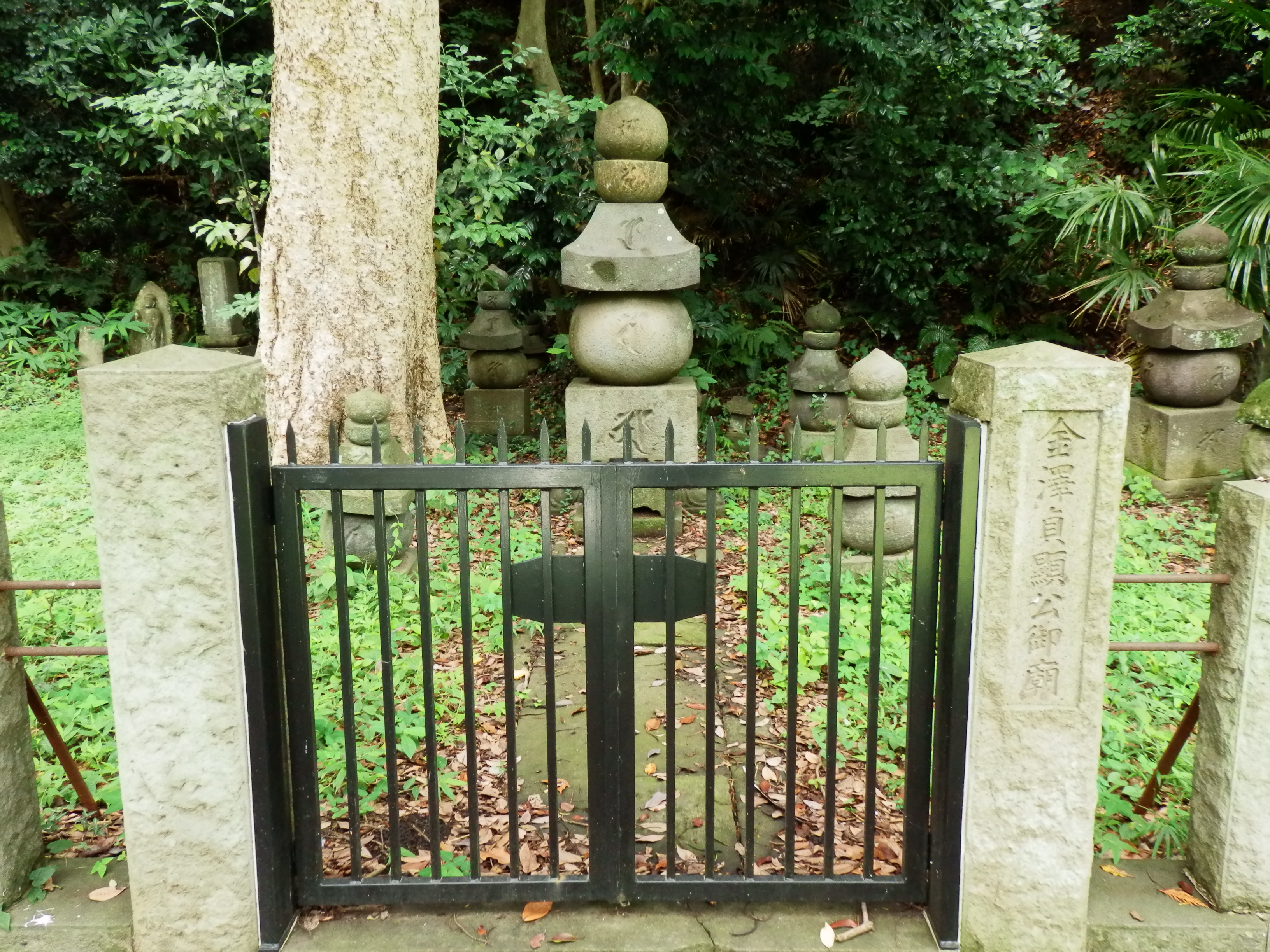
金沢貞顕墓（称名寺内）

出家後の貞顕は息子の貞将・貞冬らの栄達を見ることを楽しみにしていたという。六波羅探題南方として在京する貞将に鎌倉の情勢を伝えたりする役目も勤めている。なお、金沢流は貞顕の出世のため、貞将・貞冬の時代にも幕府の中枢を担うようになっていた。
元徳2年（1330年）閏6月頃、貞顕は眼病を患っており閏6月3日付の書状では子の貞将宛にそれを報せている。
元弘3年/正慶2年（1333年）5月、新田義貞が上野で挙兵して鎌倉に攻め寄せた。この時、貞顕の嫡子の貞将とその嫡男の北条忠時ら金沢一族の多くは巨福呂坂を守備して新田軍と戦い奮戦したが討死にした。そして5月22日、崇顕貞顕は高時と共に北条得宗家の菩提寺である鎌倉・東勝寺に移り最後の拠点として北条一族の多くと共に新田軍と戦った後、自刃した（東勝寺合戦）。享年56。

## 系譜
同母兄に甘縄顕実と北条時雄。異母兄に顕弁、北条顕景がいる。通称が越後六郎であることから、貞顕は6男とされている。子に嫡子で六波羅探題南方となった貞将。他に貞冬など多数の男子がいる（徳治3年（1306年）に早世した男子が1人いる）。娘には嘉暦4年（1329年）3月に11歳で早世した娘の他、2人の早世した娘が確認される。

## 人物・逸話
金沢文庫の古文書の中には彼の書状が642通（書状の復元作業などから566通とも）現存し、これは鎌倉時代後期・末期の情勢を伝える上で貴重な史料となっている。
貞顕は当時では一流の文化人であり、探題時代に多くの文化人と交遊して書写を行なったりした。鎌倉帰還後も親王将軍をもてなすために京都の銘茶と道具類を備えるなどしている。貞顕の政治家としての評価は「得宗家の強大な権力にひれ伏した」として低い。しかしこれは貞顕が幕府滅亡時の7年前まで幕府中枢で幕政を仕切っていたため（幕府滅亡までも一定の影響力はあったと思われる）という結果論であり、実際の貞顕は先例や理運を重んじる常識人で周囲に対する配慮を怠らない調整役だったという。
また病弱な高時を連署として盛り立てる一方で安達時顕と長崎高綱という2人の巨頭の権力争いにクッションの役割を務めて高時政権を大過無く支えた功労者である。優秀な人物ではあったが、革新的な思考や武断的な手腕には乏しく、気配り・調整によって政権を維持する人物であった。永井晋は以下のように評している。
| 「 | 成熟期に入った組織の運営をすることの難しさを知る者であれば、「おまえの苦労はよくわかる」と共感のもてる史料が多い。 | 」 |

## 経歴
※ 日付＝旧暦
- 1294年（永仁2年）12月16日、左衛門尉に任官し、東二条院蔵人に補任。
- 1296年（永仁4年）4月21日、従五位下に叙位。　4月24日、右近衛将監に転任。　5月15日、左近衛将監に遷任。
- 1300年（正安2年）10月11日、従五位上に昇叙。左近衛将監如元。
- 1302年（乾元元年）7月7日、六波羅探題南方に就任。8月11日中務大輔に転任。
- 1304年（嘉元2年）6月2日、越後守に遷任。
- 1307年（徳治2年）1月29日、正五位下に昇叙。越後守如元。
- 1308年（延慶元年）12月、六波羅探題退任。
- 1309年（延慶2年）3月15日、三番引付頭人に就任。4月9日、寄合衆兼帯。8月、二番引付頭人に異動。　10月2日、越後守辞任。
- 1310年（延慶3年）6月25日、六波羅探題北方として再度赴任。6月28日、右馬権頭に任官。
- 1311年（応長元年）6月、右馬権頭を辞任。10月24日、武蔵守に任官。
- 1314年（正和3年）12月、六波羅探題退任。
- 1315年（正和4年）7月11日、連署と就る。
- 1316年（正和5年）12月11日、従四位下に昇叙。武蔵守如元。
- 1319年（元応元年）2月、武蔵守を辞任。
- 1320年（元応2年）10月2日、従四位上に昇叙。
- 1322年（元亨2年）9月17日、修理権大夫に任官。日付不詳、志摩守護に就任。
- 1326年（嘉暦元年）3月16日、執権と就る。3月26日、執権退任。出家、法名：崇顕。
- 1333年（元弘3年、正慶2年）5月22日、鎌倉幕府滅亡に際し東勝寺で北条高時らと自刃。享年56。

※参考資料＝北条時政以来後見次第（東京大学史料編纂所所蔵影写）、鎌倉年代記（増補続史料大成）、尊卑分脈（新訂増補国史大系）、金沢文庫古文書、武家年代記（増補続史料大成）、